# Карнавалія
Карнавалія — щорічний благодійний бал-маскарад, один із найгучніших суспільних заходів року в місті Києві. Проводиться Міжнародним благодійним фондом «Мистецька скарбниця»,
Мета балу — впровадження світської культури, розвиток українських і зарубіжних культурних традицій в Україні та благочинності і меценатства.
Засновники: Тетяна Логуш, Юрій Логуш, Міжнародний благодійний фонд «Мистецька скарбниця».
Дрес-код: 
етнічний одяг або карнавальний костюм, 
для жінок — вечірня або бальна сукня повної довжини,
для чоловіків — смокінг або військова парадна форма, метелик.
Обов’язковий атрибут — маска!

## Історія
В 2007–2010 бали проводилися в Колонній залі КМДА.
Карнавалія 2007
Перший Маскарадний бал, який презентував Бразилійський і Венеціанський карнавали, Віденський бал Редут і Українське стрітення.
Карнавалія 2008
Індійське свято Голі, Віденський бал Редут і Українське стрітення.
Карнавалія 2009
Марді Гра (Франції, Канади, Нового Орлеану), Віденський бал Редут і Українське стрітення.
Карнавалія 2010
Китайський Новий рік, Аргентинський карнавал, Віденський бал Редут і Українське стрітення.
Карнавалія 2011
Організований уп'яте благодійним фондом «Мистецька скарбниця» 12 лютого 2011. Відбувся у Блакитній карнавальній залі Центрального залізничного вокзалу Києва.
Проводився «Тихий аукціон», на якому було представлено 40 лотів, для збору коштів на добрі справи: поповнення книгами українських бібліотек та розвиток українського книговидання.
Карнавалія 2013
Бал присвячений підтримці Петриківського розпису, як претендента на включення до репрезентативного переліку нематеріальної культурної спадщини людства ЮНЕСКО.. Відбувся 16 лютого 2013. В рамках балу гостей навчають бальним танцям, бальному етикету і виготовленню маски. Щоб стати благодійником на «Карнавалії» слід придбати благодійний квиток, взяти участь у Миттєвій лотереї та Благодійному аукціоні.
Карнавалія 2020
Бал відбувся 13 червня 2020 року, кошти збиралися задля відновлення історичних святинь.